# Астрономічний пункт
Астрономічний пункт (астропункт) — точка поверхні Землі, для якої за допомогою астрономічних спостережень визначені широта, довгота і азимут напряму на земний предмет (звичайно це тригонометричний пункт).
Окрім звичайних астрономічних пунктів існують основні початкові пункти. У них астрономічна довгота визначена з підвищеною точністю. Ці пункти служать для визначення особистих інструментальних різниць (ОІР) спостерігачів.
Раніше, коли на місцевості були відсутні геодезичні мережі, астрономічні пункти були координатною основою для топографічних карт. Але зважаючи на рідкісне їх розташування, таких визначень бракувало для створення точних карт.
У картографії астрономічний пункт поєднується з геодезичним пунктом (оскільки служить для орієнтування геодезичної мережі і визначається на одному з тригонометричних пунктів) і окремим символом не позначається.
Астрономічні пункти, що раніше служили основою перших видань топографічних карт, позначені на картах умовним знаком у вигляді чорної п'ятикутної зірки з білим кругом по центру і підписані словом астр..

## Пункт Лапласа
Пунктом Лапласа називається такий астрономічний пункт, в якому широта, довгота і азимут на земний предмет визначені як з астрономічних спостережень, так і по геодезичних вимірах, віднесених до відомої системи координат, пов'язаної із земним еліпсоїдом Між геодезичним і астрономічним азимутом, широтою і довготою існує залежність, називається рівнянням Лапласа. Так само трактується поняття пункту Лапласа і в інструктивних документах по геодезії і підручниках.
ГОСТ 22268-76 дає дещо інше визначення пункту Лапласа: «геодезичний пункт, в якому, принаймні, довгота і азимут визначені з астрономічних спостережень».

## У тріангуляції
В рядах тріангуляції 1-го класу і основних рядах 2-го класу (2ор) астрономічні пункти (пункти Лапласа) розташовуються на кінцях вихідних базисних сторін, для їх орієнтування, в місцях з'єднання цих рядів. Додаткові астрономічні пункти розташовуються уздовж ряду тріангуляції через кожні 70-100 км (на них визначається довгота і широта).
В рядах полігонометрії і трилатерації (оскільки в них базиси не вимірюються) пункти Лапласа визначаються на кінцях однієї із сторін, в місці з'єднання рядів. Уздовж ряду також визначаються додаткові астрономічні пункти.
У мережах тріангуляції, трилатерації і полігонометрії 2-го і 3-го класів, що заповнюють полігон 1-го або 2ор класу, пункти Лапласа визначаються також на одній із сторін у центрі полігону.